# Kucy Las
Kucy Las (biał. Куцы Лес; ros. Куцый Лес) – wieś na Białorusi, w obwodzie grodzieńskim, w rejonie szczuczyńskim.
W latach 1921–1939 wieś należała do gminy Berszty, w powiecie grodzieńskim województwa białostockiego.
Według Powszechnego Spisu Ludności z 1921 roku ówcześnie zaścianek zamieszkiwało 113 osób, wśród których 93 było wyznania rzymskokatolickiego a 20 prawosławnego. Jednocześnie 93 mieszkańców zadeklarowało polską przynależność narodową, 20 białoruską. Były tu 22 budynki mieszkalne.